# تری براندز
تری برندز (به انگلیسی: Terry Brands) (زادهٔ ۹ آوریل ۱۹۶۸) کشتی‌گیر پیشین و مربی ورزشی اهل آمریکا است. براندز مربی آمادگی جسمانی دانشگاه اوهایو است و به عنوان مربی کشتی آزاد در کنار تیم ملی کشتی آمریکا حضور داشته‌است. او در سال ۲۰۱۴ به عنوان بهترین مربی کشتی آزاد آمریکا جایزهٔ «تری مک‌کین» را دریافت کرد. او در دوران فعالیت خود به عنوان کشتی‌گیر برندهٔ مدال برنز المپیک ۲۰۰۰ سیدنی و دو بار قهرمان کشتی جهان در سال‌های ۱۹۹۳ و ۱۹۹۵ شد. او همچنین برندهٔ مدال طلای بازی‌های پان امریکن در سال ۱۹۹۵ است.

## ورزش حرفه‌ای
براندز هنگامی که در دانشگاه آیووا تحصیل می‌کرد، دو بار در سال‌های ۱۹۹۰ و ۱۹۹۲ در وزن ۱۲۶ پوند قهرمان کشتی دانشجویان آمریکا (ان سی ای ای) شد. او در سال ۱۹۹۳ در وزن ۵۷ کیلوگرم جایگزین کندال کراس نفر پنجم المپیک بارسلون و قهرمان المپیک آتلانتا در ترکیب تیم ملی کشتی آزاد ایالات متحده شد و موفق شد در رقابتهای قهرمانی جهان ۱۹۹۳ تورنتو گردن آویز طلا را از آن خود کند. براندز دو سال بعد نیز در کشور خود و در شهر آتلانتا عنوان قهرمانی خود را تکرار کرد. آخرین عنوان قابل توجه تری براندز به المپیک سیدنی بازمی‌گردد، او در این مسابقات در دیدار نیمه نهایی مغلوب علیرضا دبیر کشتی‌گیر ایرانی شد و به مدال برنز وزن ۵۸ کیلو قناعت کرد.
تری براندز هم‌اکنون در مرکز تمرینی المپیک در کلرادو اسپرینگز به مربیگری می‌پردازد و در سال ۲۰۱۴ مربی سال کشتی آمریکا شد. برادر او تام برندز نیز کشتی‌گیر تیم ملی آمریکا بود و در المپیک ۱۹۹۶ در آتالانتا قهرمان وزن ۶۲ کیلوگرم این پیکارها شد

## سبک کشتی
تری براندز اگرچه سابقه زیادی در رقابتهای سطح اول کشتی دنیا نداشت اما قدرت بدنی قابل ملاحظه که ناشی از تمرینات منظم او نزد یکی از بهترین بدنسازان جهان بود و درصد ناچیز چربی در بدنش، توان انجام فنون قدرتی کشتی را به او می‌بخشید.
همانند سایر کشتی گیران سبک‌وزن آمریکایی براندز از روش کشتی بسیار پرتحرک پیروی کرده و نیز با رقص پا نفس‌گیری می‌کرد چرا که جذب حداکثر اکسیژن ممکن در حین رقابت و توان بالای فعالیت بی هوازی موجب می‌شود تا کشتی‌گیر در انتهای مسابقه با کمبود نفس روبه رو نگردد.